# Tetenhusen
Tetenhusen (dänisch: Tetenhuse) ist eine Gemeinde im Süden des Kreises Schleswig-Flensburg in Schleswig-Holstein.

## Geographie

### Geographische Lage
Das Gemeindegebiet von Tetenhusen erstreckt sich nordwestlich von Rendsburg am Übergang der (westlich gelegenen) Eider-Treene-Niederung (auch: Eider-Sorge-Niederung) zur Schleswiger Vorgeest (östlich anschließend). Das Gemeindegebiet wird eingefasst vom Flusslauf der Sorge (Flussabschnitt Neue Sorge) im Süden und zu großen Teilen dem Bach Bennebek im Norden. Das Gemeindegebiet bildet einen Teilabschnitt des Landschaftsraums Schleswigsche Geest.

### Gemeindegliederung
Neben dem Dorf gleichen Namens befinden sich auch die Häusergruppen Reit, Landrüh, Feldscheide und teilweise Sorgbrück, die Höfesiedlungen Haberland, Alte Mühle, Bollbrück und teilweise Umleitungsdeich, außerdem teilweise die Streusiedlung Friedrichswiese im Gemeindegebiet.

### Nachbargemeinden
Direkt angrenzende Gemeindegebiete von Tetenhusen sind:
|            | Alt Bennebek, Kropp                         |                |
| Meggerdorf | Kompassrose, die auf Nachbargemeinden zeigt | Owschlag       |
|            | Königshügel, Lohe-Föhrden                   | Alt Duvenstedt |

### Geologie
Das Gemeindegebiet von Tetenhusen ist geprägt durch das Sandergebiet der Eider-Sorge-Niederung. Östlich direkt an die Dorflage angrenzend erstreckt sich auf einer Länge von etwa 4,5 km das Forstgebiet des Tetenhusener Geheges. Das nordwestliche Gemeindegebiet ist vom seit 1928 unter Naturschutz gestellten Hochmoor Tetenhusener Moor geprägt. Hauptvorfluter ist die südlich der Dorflage gelegene Neue Sorge.

## Geschichte
Der Ort wurde wohl 1362 nach der Zweiten Marcellusflut von Friesen, die ihre Dörfer verloren hatten, gegründet. Die Vermutung basiert auf den Ortsnamen, der wohl bei Tetens Häusern bedeutet und sich vom friesischen Personennamen Thede oder Thade ableitet.
Der Ort wurde jedoch ursprünglich auf dem anderen Ufer der Sorge gegründet und um 1500 verlegt, weil er von den wandernden Inlanddünen bedroht wurde. In der Nähe der Siedlung befand sich früher auch ein Hafen, von dem aus Bauholz und Torf verschifft wurden sowie eine Zollstation.
Die Sorgeschifffahrt kam erst zu Beginn des Ersten Weltkriegs zum Erliegen. In der Waldkapelle befindet sich jedoch noch ein Schiffsmodell (allerdings keines der Sorgeschiffe).
Zu Tetenhusen gehört ein Teil der ehemals eigenständigen Gemeinde Friedrichswiese, bis diese am 1. April 1938 aufgelöst wurde. Tetenhusen ist eine von drei Nachfolgegemeinden.

## Politik

### Gemeindevertretung
Bei der Kommunalwahl am 14. Mai 2023 wurden insgesamt elf Sitze vergeben. Von diesen erhielt die Freie Wählergemeinschaft Tetenhusen sechs Sitze und die CDU fünf Sitze.

### Bürgermeister
Heiko Lemm ist seit 2023 Bürgermeister der Gemeinde Tetenhusen.

### Wappen
Blasonierung: „Über grünem Schildfuß, darin ein silberner Wellenbalken, in Gold ein links gewendeter, kampfbereiter roter Fuchs. Im rechten Obereck ein unten verstutzter grüner Rohrkolben.“
Da in der teils moorigen, teils sandigen Geestlandschaft mit vielen Wald- und Feuchtgebieten viele Füchse leben, wurden die Tetenhusener in den umliegenden Gemeinden auch scherzhaft Sandfüchse genannt. Daran soll der Fuchs im Wappen erinnern.

## Kultur und Sehenswürdigkeiten

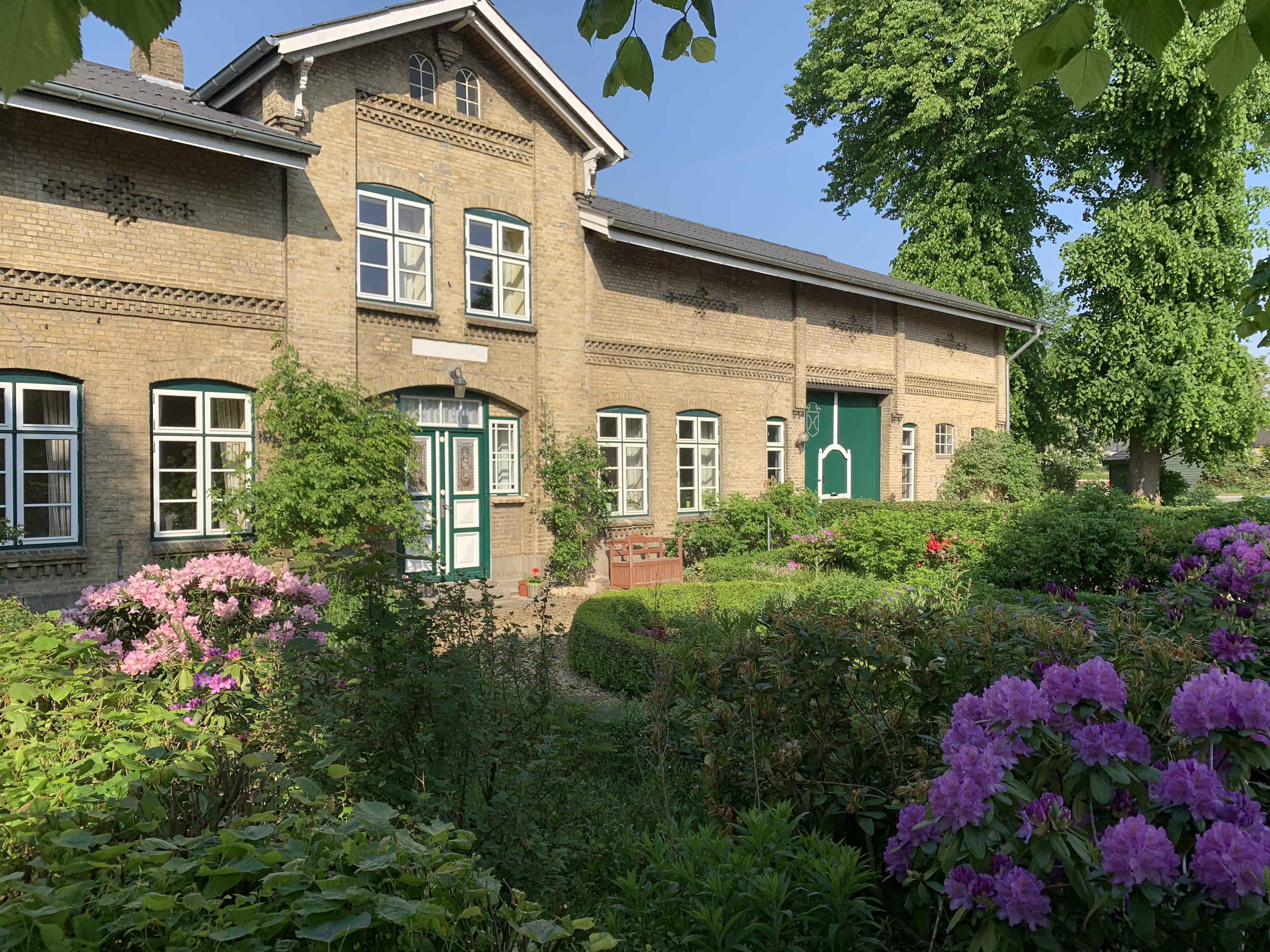

Als kulturelles Baudenkmal ist das Bauernhaus in der Schulstraße 2 von Tetenhusen in die Liste der Kulturdenkmale in Tetenhusen eingetragen. Es handelt sich um einen eingeschossigen Gelbsteinbau mit aufgesetztem Kniestock (auch: Drempel).

## Wirtschaft und Infrastruktur

### Unternehmen
Im Gemeindegebiet befinden sich Gewerbe- und Dienstleistungsbetriebe zur lokalen Daseinsvorsorge. Der Ort hat einen MarktTreff mit Lebensmittelladen und Gaststätte.

### Bildung
Die frühkindliche Bildung wird durch die zweigruppige Kindertagesstätte „Sandfüchse“ sichergestellt. Die Kinder der Waldgruppe nennen sich die Waldameisen. Die örtliche Grundschule ist ein Zweigbetrieb der Geestlandschule Kropp.

### Verkehr
Das Dorf Tetenhusen liegt an der schleswig-holsteinischen Landesstraße 39 im Abschnitt zwischen Kropp und Hohn. Durch das östliche Gemeindegebiet führt zudem die Bundesstraße 77.
Die Erreichbarkeit des Hauptortes im ÖPNV ist nur eingeschränkt im Schulbusverkehr möglich. Die nächstgelegene Bahnstation ist im östlich gelegenen Owschlag an der Bahnstrecke Neumünster–Flensburg. Hier halten im Nahverkehrsverbund Schleswig-Holstein die Züge von DB Regio auf der Fahrt von Hamburg Hbf nach Flensburg (RE 7) und diejenigen auf der Relation von Kiel nach Husum (RE 74).

## Persönlichkeiten
Der Schriftsteller Siegfried Lenz (1926–2014) besaß in Tetenhusen einen Bungalow, den er im Sommerhalbjahr bewohnte.